# Championnat du Nicaragua de football 1993
Navigation
Saison précédente Saison suivante
La Primera División 1993 est la cinquantième édition de la première division nicaraguayenne.
Lors de ce tournoi, le Diriangén FC a tenté de conserver son titre de champion du Nicaragua face aux meilleurs clubs nicaraguayens.
Seulement deux places étaient qualificatives pour la Coupe des champions de la CONCACAF et une seule autre pour la Coupe des vainqueurs de coupe de la CONCACAF.

## Bilan du tournoi
| Tableau d'Honneur |                  |
| Compétition       | Vainqueur        |
| Primera División  | Juventus Managua |

| Qualifications continentales 1993-1994       |                  |
| Coupe des champions de la CONCACAF           | Qualifiés        |
| Quatrième tour de qualification              | Juventus Managua |
| Troisième tour de qualification              | Diriangén FC     |
| Coupe des vainqueurs de coupe de la CONCACAF | Qualifiés        |
| Quarts de finale                             | Diriangén FC     |

| Promotions et relégations   |         |
| Relégué en Segunda División | Inconnu |
| Promu de Segunda División   | Inconnu |